# Pavetta grumosa
Pavetta grumosa là một loài thực vật có hoa trong họ Thiến thảo. Loài này được S.Moore mô tả khoa học đầu tiên năm 1905.